# Steven Yeun
Steven Yeun (* 21. prosince 1983) je korejsko-americký herec. Nejvíce se proslavil rolí Glenna v televizním seriálu od AMC, Živí mrtví. Mimo Živí mrtví si také v roce 2010 zahrál ve vysoce hodnoceném americkém sitkomu Teorie velkého třesku bývalého spolubydlícího Sheldona Coopera, Sebastiana. Také daboval pro video hru Crysis.

## Životopis
Narodil se rodičům Je a Juneovi Yeunovým v Jižní Koreji a vyrůstal v Troyi v Michiganu. Jeho rodiče vlastní dovážecí obchod v Detroitu.
Yeun získal v roce 2005 bakalářský titul v oboru psychologie z Kalamazoo College. Během studia na této škole začal projevovat zájem o herectví a jako vysokoškolský student prvního ročníku se pokusil přidal se do improvizačního kroužku jménem Monkapult. Byl sice odmítnut, ale jako student v druhém ročníku přijat.
Yeun oznámil rodičům, že chce místo lékařského studia začít svou hereckou kariéru Chicagu. I když nebyli jeho rodiče s tímto rozhodnutím dvakrát spokojeni, vyhovili mu a dali mu dva roky na to, aby spustil svou hereckou kariéru. V roce 2005 se přestěhoval do Chicaga a se svým bratrem žil na Lincoln Square.
V říjnu 2009 se nastěhoval do Los Angeles.
V roce 2016 se oženil s Joanou Pak a narodil se jim syn Jude Malcolm Yeun.

## Filmografie
| Rok  | Název                           | Role                          | Poznámka    |
| ---- | ------------------------------- | ----------------------------- | ----------- |
| 2007 | Crysis                          | korejský voják                | pouze hlas  |
| 2008 | Crysis Warhead                  | korejský voják                | pouze hlas  |
| 2009 | The Kari Files                  | Chip                          | krátký film |
| 2009 | My Name is Jerry                | Chaz                          |             |
| 2010 | Blowout Sale                    | zákazník                      | krátký film |
| 2010 | Carpe Millenium                 | Kevin                         |             |
| 2010 | Lemons the Show                 | asijský muž                   |             |
| 2014 | I Origins                       | Kenny                         |             |
| 2015 | Like a French Film              | Steve                         |             |
| 2017 | Okja                            | K                             |             |
| 2017 | Mayhem                          | Derek Cho                     |             |
| 2017 | The Star                        | Bo (hlas)                     |             |
| 2018 | Sorry to Bother You             | Squeeze                       |             |
| 2018 | Burning                         | Ben                           |             |
| 2019 | Naysayer                        | Ian                           |             |
| 2020 | Minari                          | Jacob Yi                      |             |
| 2021 | Space Jam: A New Legacy         | výkonný producent Waner Bros. |             |
| 2021 | Trollhunter: Rise of the Titans | Steve Palchuk (hlas)          |             |
| 2021 | The Humans                      | Richard                       |             |
| 2022 | Nene                            | Brian                         |             |

### Televize
| Rok        | Název                                   | Role                                | Poznámky                                                          |
| ---------- | --------------------------------------- | ----------------------------------- | ----------------------------------------------------------------- |
| 2010       | Teorie velkého třesku                   | Sebastian                           | díl: „Upotřebení schodiště“                                       |
| 2010–2016  | Živí mrtví                              | Glenn Rhee                          | 66 dílů                                                           |
| 2011       | Zákon a pořádek: Los Angeles            | Ken Hasui                           | díl: „Hayden Tract“                                               |
| 2011       | Skladiště 13                            | Gibson Rice                         | díl: „Videohra“                                                   |
| 2012       | NTSF:SD:SUV::                           | Ricky Meeker                        | díl: „16 Hop Street“                                              |
| 2012       | Harder Than it Looks                    | Steven                              | díl: „Lockdown“                                                   |
| 2013       | Legenda Korry                           | Avatar Wan (hlas)                   | 3 díly                                                            |
| 2013       | Filthy Preppy Teen$                     | Martin                              | pilotní díl                                                       |
| 2014       | Drunk History                           | Daniel Inouye                       | díl: „Hawaii“                                                     |
| 2014       | Americký táta                           | Charles (hlas)                      | díl: „Blagsnast, a Love Story“                                    |
| 2014       | Comedy Bang! Bang!                      | Sám sebe                            | díl: „Steven Yeun Wears Rolled Up Black Jeans & No Socks“         |
| 2016–2018  | Voltron: Legendární obránce             | Keith (hlas)                        | 64 dílů                                                           |
| 2016–2018  | Lovci trolů: Příběhy z Arkádie          | Steve Palchuk (hlas)                | 28 dílů                                                           |
| 2017–2018  | Stretch Armstrong and the Flex Fighters | Nathan Park / Wingspan (hlas)       | 24 dílů                                                           |
| 2017       | Bajillion Dollar Propertie$             | Eric                                | díl: „Disaster Drills“                                            |
| 2017       | Robot Chicken                           | Glenn Rhee (hlas)                   | díl: „The Robot Chicken Walking Dead Special: Look Who's Walking“ |
| 2018–2021  | Final Space                             | Různé hlasy                         | 36 dílů                                                           |
| 2018       | 3 mimo: Příběhy z Arkádie               | Steve Palchuk (hlas)                | 19 dílů                                                           |
| 2019       | Weird City                              | Barsley                             | díl: „Chonathan & Mulia & Barsley & Phephanie“                    |
| 2019       | The Twilight Zone                       | A. Traveler                         | díl: „A Traveler“                                                 |
| 2019       | Tak snad abyste šli s Tomem Robinsonem  | Jacob                               | díl: „Už se vám to někdy stalo?“                                  |
| 2019–dosud | Tuca & Bertie                           | Speckle (hlas)                      | 15 dílů                                                           |
| 2020       | Kouzelníci: Příběhy z Arkádie           | Steve Palchuk (hlas)                | 10 dílů                                                           |
| 2021–dosud | Neporazitelný                           | Mark Grayson / Neporazitelný (hlas) | 8 dílů                                                            |
| 2023       | Ve při                                  | Danny Cho                           | hlavní role                                                       |